# Чіанграй (провінція)
Чіанграй (тай. เชียงราย) — найпівнічніша з 77 провінцій Таїланду. Межує з провінціями Таїланду Пхаяу, Лампанг і Чіангмай, а на півночі — з М'янмою та Лаосом. Населення — 1 287 615 чоловік (2017), які проживають на території 11 678,4 км². Адміністративний центр — місто Чіанграй. Провінція розділена на 18 ампхое.

## Адміністративний поділ

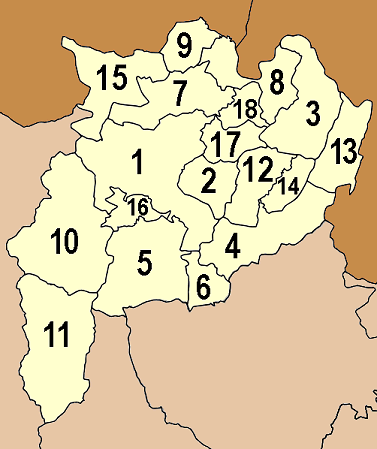
Адміністративний поділ провінції Чіанграй

Провінція поділена на 18 районів (ампхе), котрі в свою чергу, складаються з 124 подрайонів (тамбон) та 1510 поселень (мубан).
| 1. Mueang Chiang Rai 2. Wiang Chai 3. Chiang Khong 4. Thoeng 5. Phan 6. Pa Daet 7. Mae Chan 8. Chiang Saen 9. Mae Sai | 1. Mae Suai 2. Wiang Pa Pao 3. Phaya Mengrai 4. Wiang Kaen 5. Khun Tan 6. Mae Fa Luang 7. Mae Lao 8. Wiang Chiang Rung 9. Doi Luang |

## Галерея

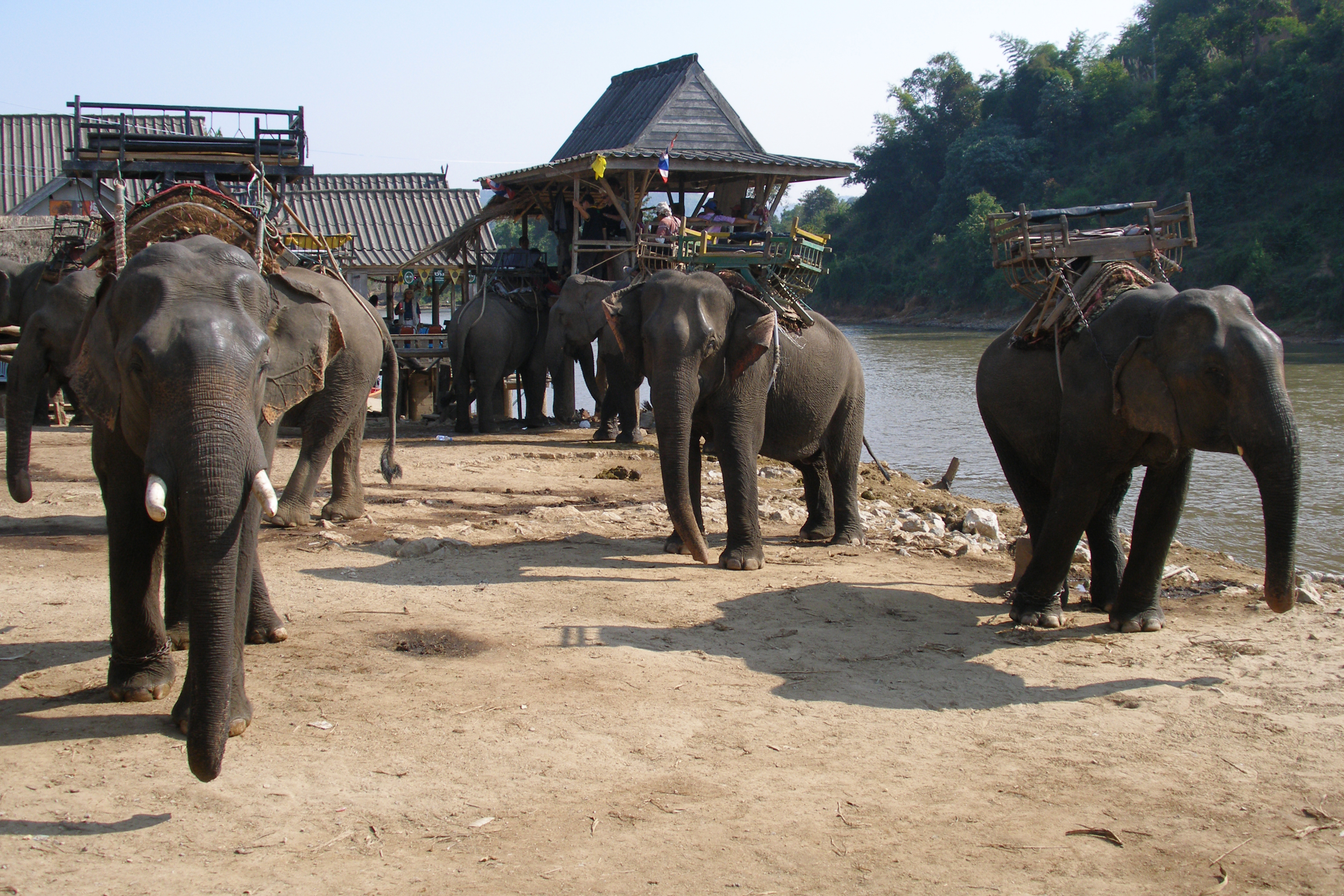
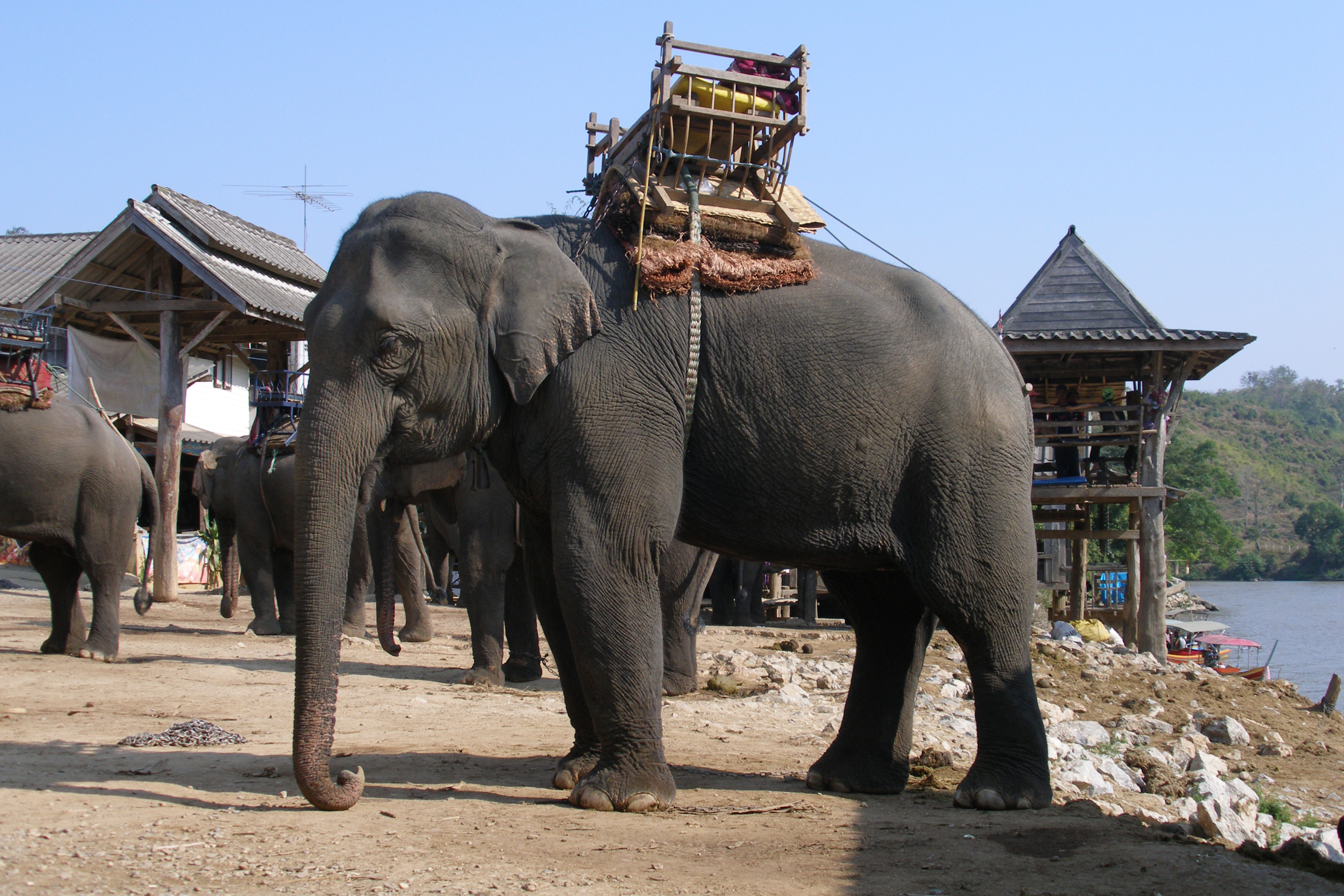
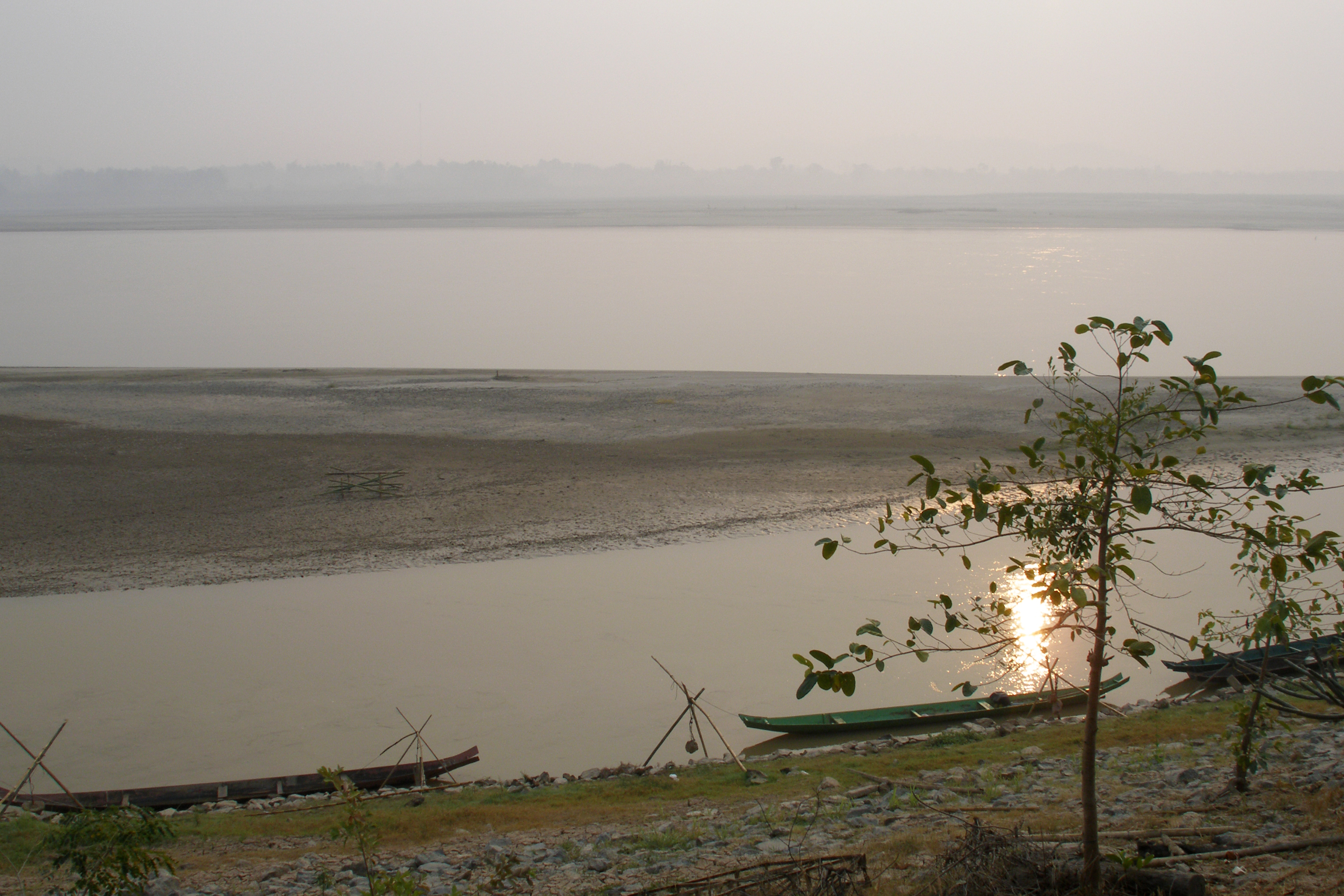
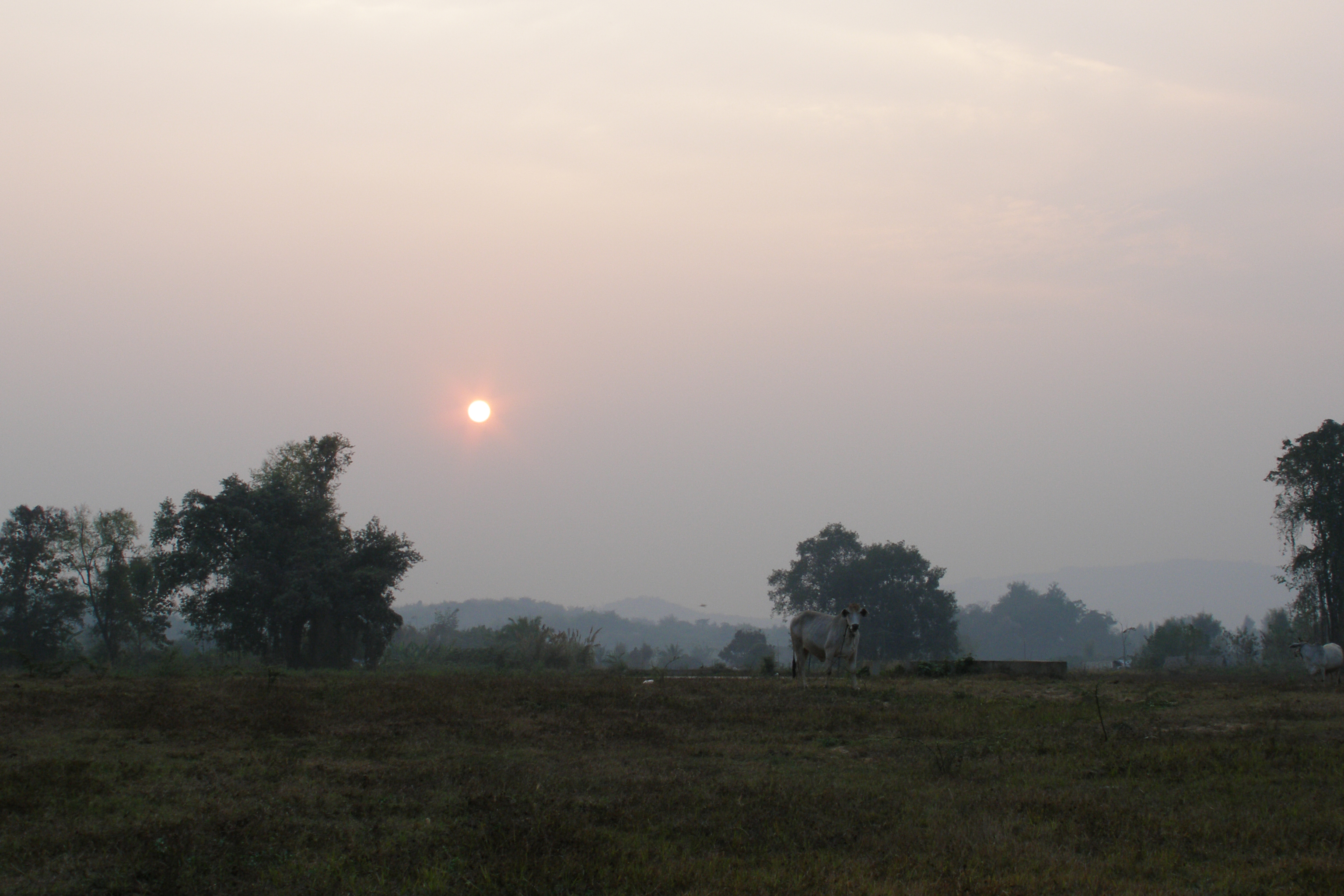
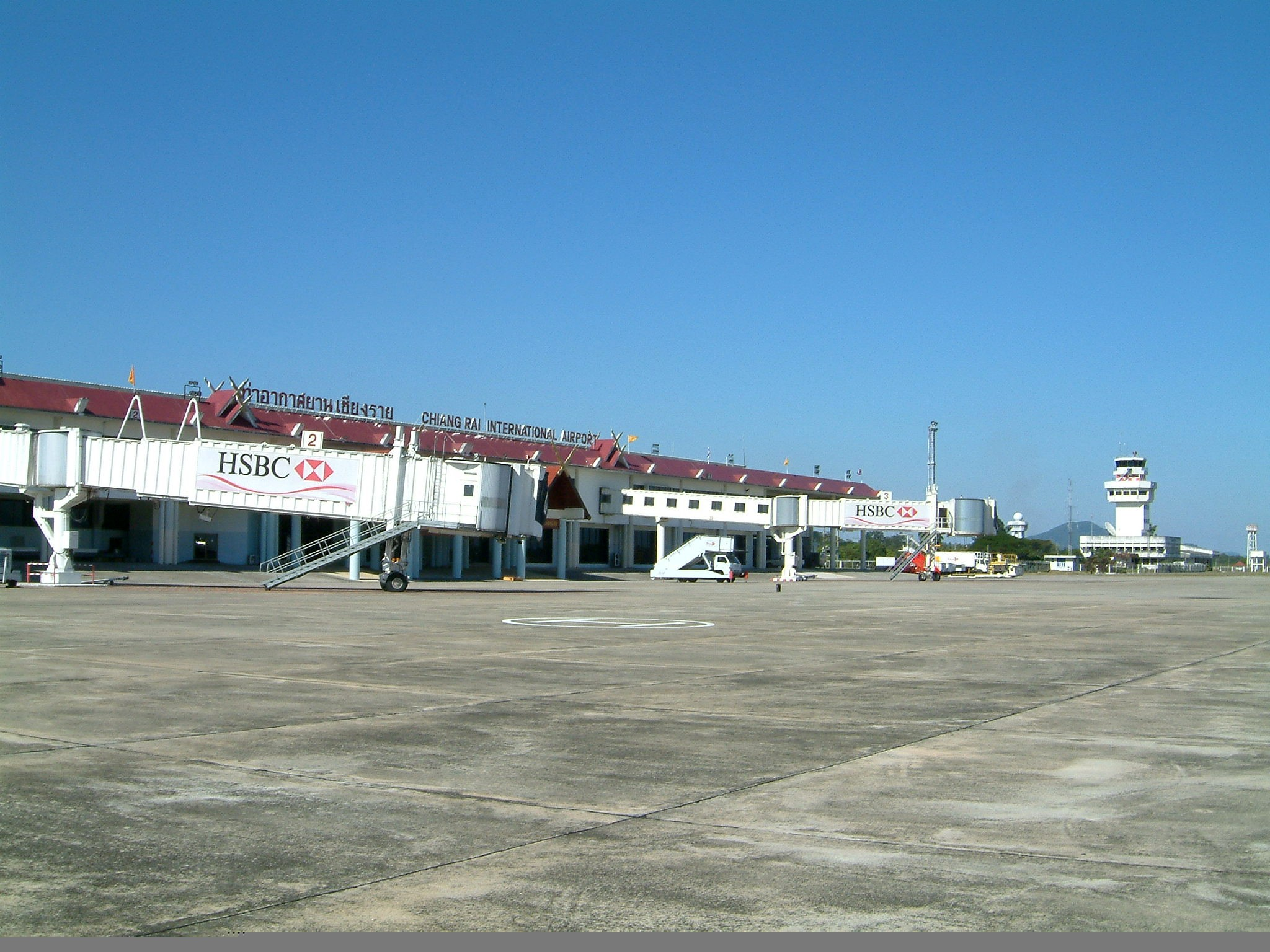
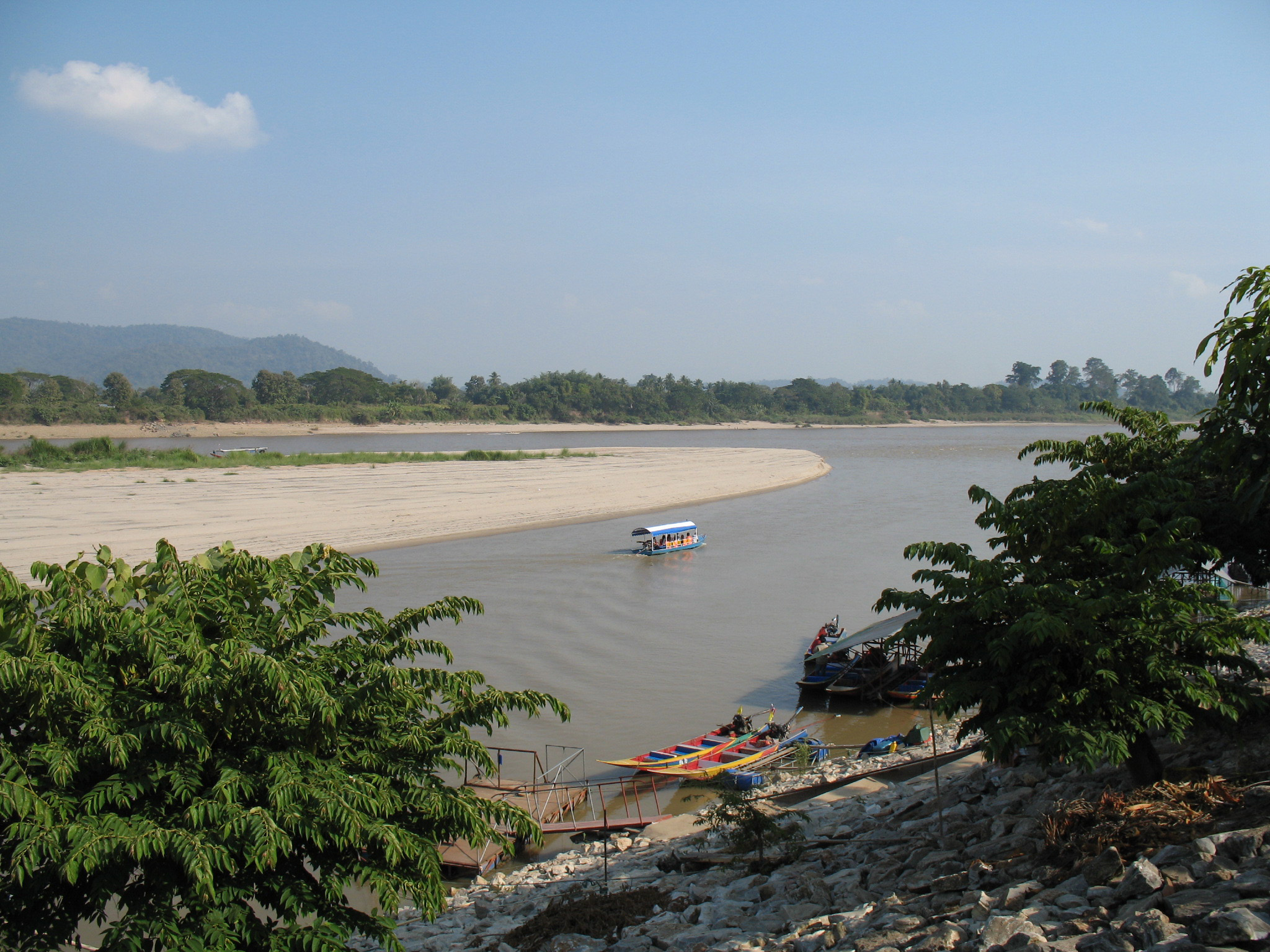
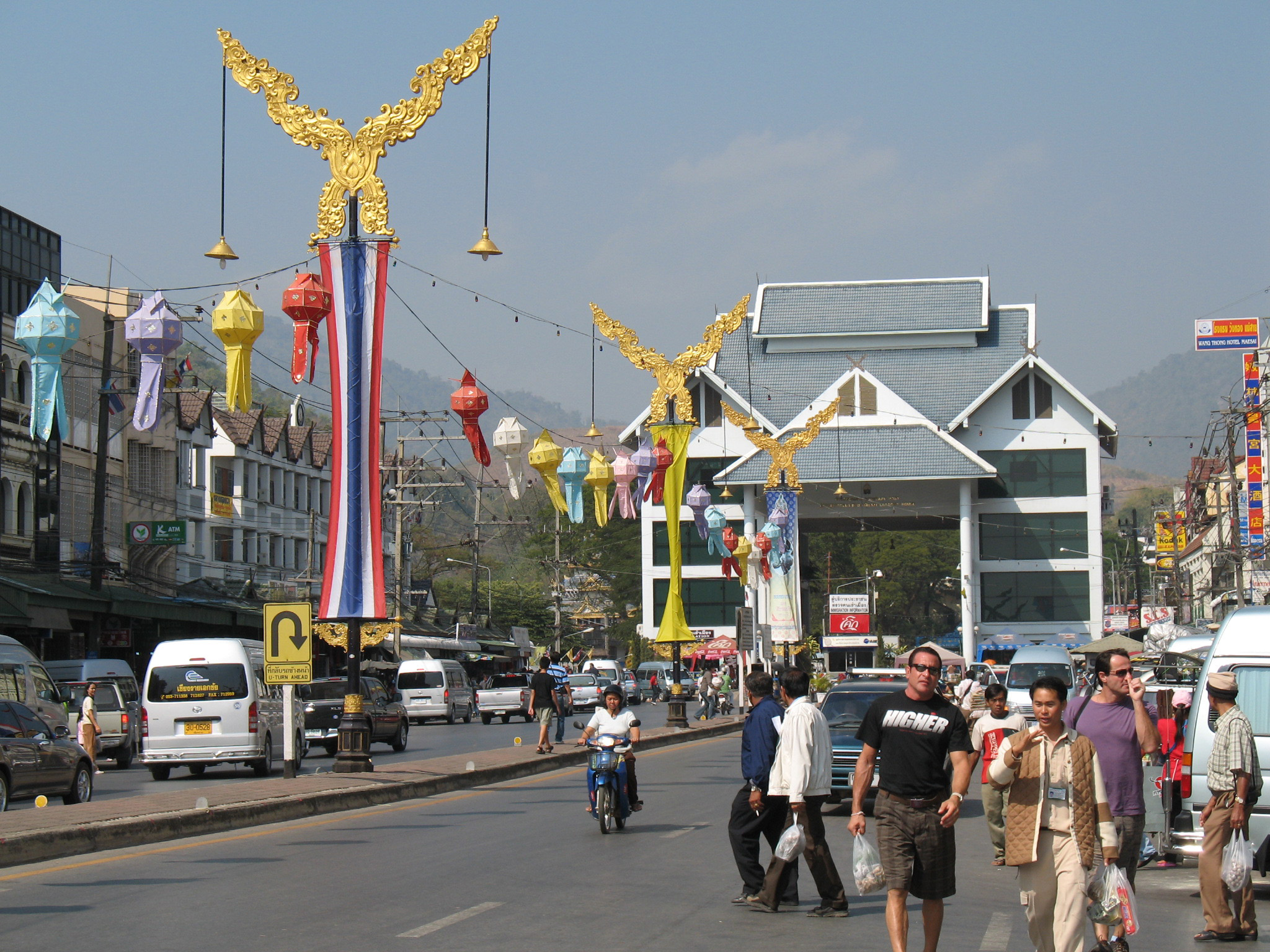
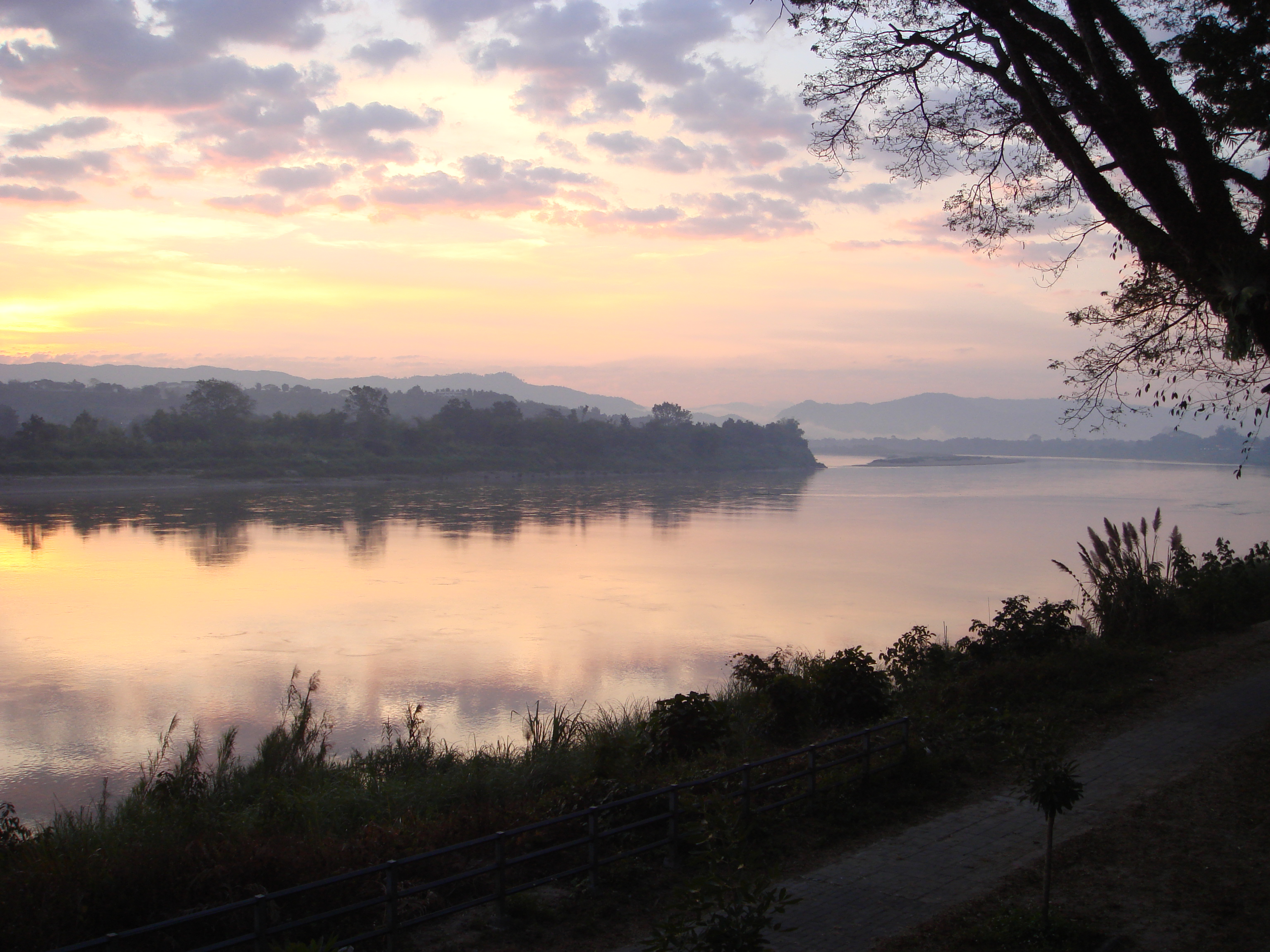